# Russell Marshall

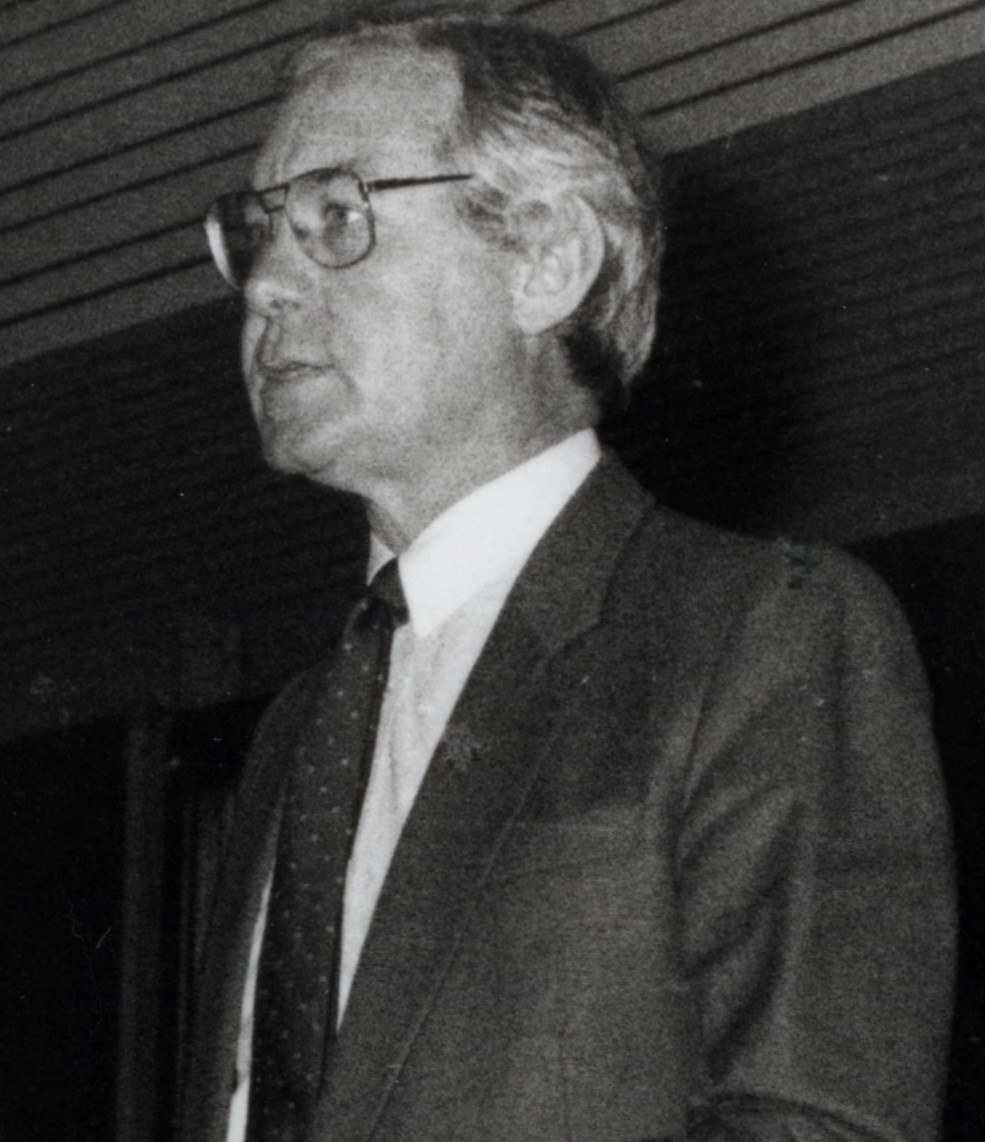
Russell Marshall (1987)

Cedric Russell Marshall, CNZM (* 15. Februar 1936 in Nelson; † 18. Januar 2025) war ein neuseeländischer Politiker und Diplomat.

## Biografie
Marschall absolvierte nach dem Schulbesuch zunächst ein Lehramtsstudium und war nach dem Abschluss von 1955 bis 1956 als Lehrer tätig. Später war er von 1960 bis 1972 als Prediger einer Methodistenkirche tätig sowie 1972 kurzzeitig wieder als Lehrer.
Seine politische Laufbahn begann er 1972, als er als Kandidat der New Zealand Labour Party erstmals zum Mitglied des Repräsentantenhauses (New Zealand House of Representatives) gewählt wurde. In diesem vertrat er nach seinen Wiederwahlen 1975, 1978, 1981, 1984 und 1987 bis 1990 den Wahlkreis Wanganui.
Nach dem Wahlsieg der Labour Party ernannte ihn Premierminister David Lange im Juli 1984 zum Erziehungsminister (Minister of Education) sowie Umweltminister (Minister for the Environment).
Im Rahmen einer Regierungsumbildung wurde er am 24. August 1987 von Lange zum Außenminister Neuseelands ernannt und bekleidete dieses Amt auch unter Langes Nachfolger Geoffrey Palmer bis zum 9. Februar 1990. Zugleich war er zwischen 1987 und 1989 auch Minister für Abrüstung und Rüstungskontrolle (Minister of Disarmament and Arms Control) sowie von 1988 bis 1990 Minister für die Pazifische Angelegenheiten (Minister of Pacific Island Affairs).
Nach seinem Ausscheiden aus dem Parlament und der Regierung war er von 1990 bis 1999 Vorsitzender der UNESCO-Kommission Neuseelands und zugleich zwischen 1995 und 1999 Mitglied des Exekutivvorstandes der UNESCO. Im Anschluss war er von 1998 und 2002 Ständiger Vertreter bei der UNESCO in Paris.
Zuletzt war Marshall von 2002 bis 2005 High Commissioner of New Zealand to the United Kingdom in London.
Nach seiner Rückkehr nach Neuseeland wurde er 2005 Vorsitzender der Kommission für den Tertiären Bildungsbereich (Tertiary Education Commission). Seit Juli 2007 war Russell Marshall Präsident des Instituts für Internationale Angelegenheiten (New Zealand Institute of International Affairs).
Für seine Verdienste wurde er zum Commander des New Zealand Order of Merit ernannt.